# Antarctobacter
En taxonomía, Antarctobacter es un género de bacterias perteneciente a la familia de las Rhodobacteraceae.

### Revistas científicas
- Labrenz M, Collins MD, Lawson PA, Tindall BJ, Braker G, HirschP (1998). «Antarctobacter heliothermus gen. nov., sp. nov., a budding bacterium from hypersaline and heliothermal Ekho Lake». Int. J. Syst. Bacteriol. 48: 1363-137. PMID 9828438.

### Libros científicos
- Garrity GM, Holt JG (2001). «Taxonomic Outline of the Archaea and Bacteria».  En DR Boone and RW Castenholz, eds., ed. Bergey's Manual of Systematic Bacteriology Volume 1: The Archaea and the deeply branching and phototrophic Bacteria (2nd edición). Nueva York: Springer Verlag. pp. p. 155–166. ISBN 978-0387987712.

- Datos: Q4771037
- Especies: Antarctobacter